# محافظة موكداهان
محافظة موكداهان (بالتايلاندية:มุกดาหาร) و(بالإنجليزية:Mukdahan) هي واحدة من محافظات تايلاند الخمس والسبعين تجاور محافظة أمنات تشاروين ومحافظة ياسوثون ومحافظة روي إت ومحافظة كالاسين ومحافظة ساكون ناخون ومحافظة ناخون فانوم ومن الشرق لها حدود معا لاوس.

## الجغرافيا
تقع المحافظة في شمال شرق تايلاند ويعبرها نهر ميكونغ وتمتاز بالغابات الكثيفة.

## التاريخ
يعود تاريخ تأسيس المدينة الي عام 1770 وكانت تابعة لمحافظة ودون تاني حتي أصبحت محافظة في يوم27 سبتمبر 1982

## التقسيمات الادارية
تنقسم المحافظة الي 7 مقاطعات رئيسية التي بدورها تنقسم الي 53 بلدية و 493 قرية.
| 1. موانج موكداهان 2. ناخوم خام سوا 3. دون تان 4. دونغ لوانغ | 1. خامتشا-اي 2. وين ياي 3. نونغ سونغ |

## أعلام
- نوهاك عقيلته